# Барановский сельский совет (Шишацкий район)
Барановский сельский совет (укр. Баранівська сільська рада) — упразднённая административная единица в составе
Шишацкого района
Полтавской области
Украины.
Административный центр сельского совета находился в 
с. Барановка.

## Населённые пункты совета
- с. Барановка